# Jasenov (Košice)
|  | No s'ha de confondre amb Jasenov (Prešov). |

Jasenov és un poble i municipi d'Eslovàquia. Es troba a la regió de Košice, a l'est del país. La primera referència escrita de la vila data del 1279.

## Demografia
| Godina             | 1994 | 2004   | 2014   | 2024    |
| ------------------ | ---- | ------ | ------ | ------- |
| Nombre de persones | 293  | 319    | 308    | 270     |
| Diferència         |      | +8,87% | −3,44% | −12,33% |

| Godina             | 2023 | 2024   |
| ------------------ | ---- | ------ |
| Nombre de persones | 275  | 270    |
| Diferència         |      | −1,81% |